# Mythodini
Los mitodinos (Mythodini) son una  tribu de coleópteros polífagos crisomeloideos de la familia Cerambycidae.

## Géneros
Tiene los siguientes géneros:
- Diosyris Pascoe, 1866
- Mythodes Thomson, 1864
- Phyodexia Pascoe, 1871
- Pseudomythodes Pic, 1922